# لوكاس تشافيز
لوكاس تشافيز (بالإسبانية: Lucas Chaves)‏ هو لاعب كرة قدم أرجنتيني، ولد في 9 أغسطس 1995 في Martín Coronado, Buenos Aires ‏ في الأرجنتين. لعب مع أرجنتينوس جونيورز.

## وصلات خارجية
- لوكاس تشافيز على موقع قاعدة بيانات كرة القدم.إي يو (الإنجليزية)
- لوكاس تشافيز على موقع Soccerway.com (الإنجليزية)
- لوكاس تشافيز على موقع عالم كرة القدم.نت (الإنجليزية)